# Potter Valley AVA
Potter Valley AVA (anerkannt seit dem 13. Oktober 1983) ist ein Weinbaugebiet im US-Bundesstaat Kalifornien. Das Gebiet liegt im Verwaltungsgebiet Mendocino County. Das Weinbaugebiet mit geschützter Herkunftsbezeichnung liegt in der näheren Umgebung der Stadt Potter Valley, ca. 16 km nordöstlich von Ukiah. Westlich davon schließt sich das Weinbaugebiet Redwood Valley AVA an. Durch die Nähe zum kühlen Eel River wird zum einen der Weinbau ermöglicht und der vom Fluss aufsteigende Nebel begünstigt darüber hinaus die Bildung der Edelfäule zur Herstellung von Dessertweinen aus Riesling, Sauvignon Blanc und Sémillon.